# Spazio aereo

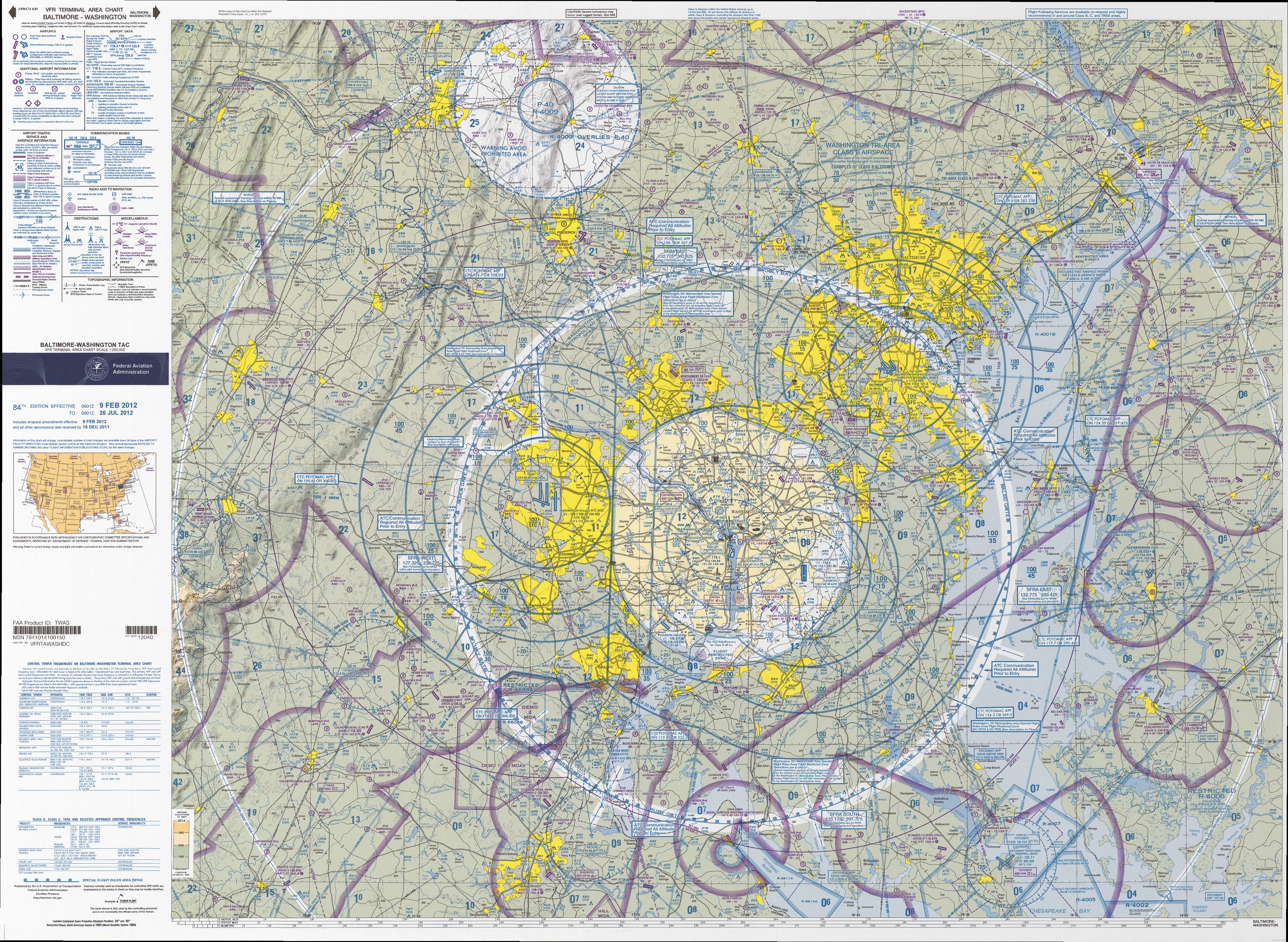
La geografia degli spazi aerei della zona di Baltimora è visibile su una carta aeronautica statunitense

Lo spazio aereo, in inglese airspace, è un termine generico utilizzato in aeronautica per indicare una zona definita nelle tre dimensioni, all'interno della quale gli aeromobili devono sottostare a particolari condizioni e attenersi a norme o procedure disposte localmente dall'autorità aeronautica di giurisdizione, oppure stabilite dall'Organizzazione internazionale dell'aviazione civile (ICAO).
Lo spazio aereo non deve essere confuso con lo "spazio aereo nazionale" definito come lo spazio aereo su cui lo Stato esercita la sovranità e che sovrasta il proprio territorio e il relativo mare territoriale.

## Tipologie

### Spazi aerei istituiti ai fini ATS

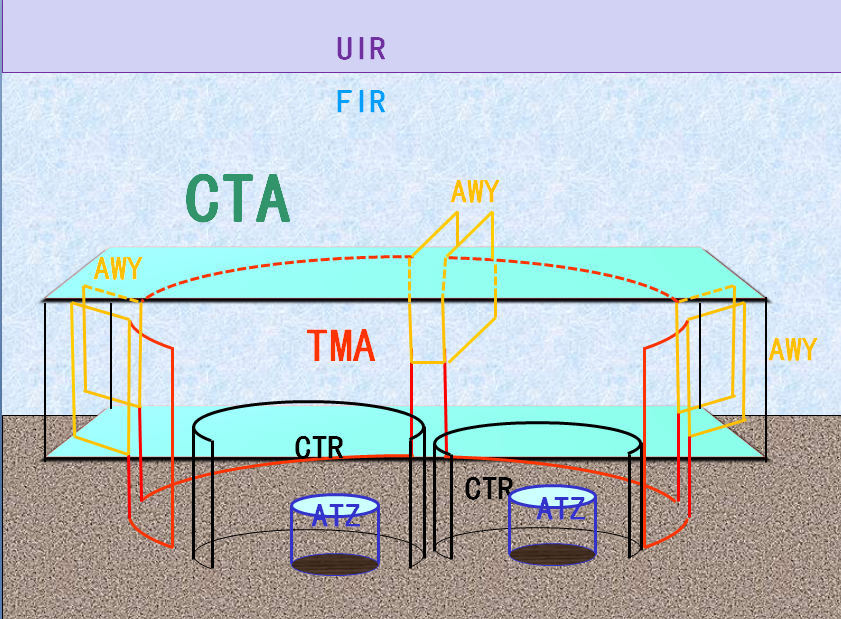
Tipologie di spazio aereo per scopi ATS

Alcune tipologie di spazi aerei nascono dall'esigenza di tutelare il traffico che vi si svolge all'interno e per fornire ad esso una serie di servizi omogenei erogati da uno stesso ente ATS sulla base della loro classificazione. Da questa necessità e dalla tipologia di servizi erogati, nasce una prima suddivisione tra spazi aerei controllati, cioè all'interno dei quali viene fornito il servizio di controllo del traffico aereo, e spazi aerei non controllati. Questa categorizzazione è utile ai soli fini dottrinali, poiché la tipologia di servizi effettivamente erogati all'interno non si evince dalla semplice definizione delle varie zone o dalla loro nomenclatura, bensì dalla loro classificazione riscontrabile nelle pubblicazioni dei servizi informativi dell'aeronautica.
Gli spazi aerei istituiti ai fini dell'erogazione dei servizi del traffico aereo (ATS) sono di seguito elencati.
Regione informazioni voloIn inglese flight information region abbreviata in FIR, è uno spazio aereo di definite dimensioni, all'interno del quale vengono erogati il Servizio Informazioni Volo e il servizio di allarme. L'insieme delle fasce più alte della FIR può essere organizzato come spazio aereo a sé e prendere il nome di regione informazioni volo superiore, in inglese upper flight information region, abbreviato in UIR.
Area di controlloIn inglese control area, abbreviato in CTA, è uno spazio aereo che si estende verso l'alto a partire da una specifica quota al di sopra del suolo o dell'acqua, all'interno del quale viene erogato il servizio di controllo del traffico aereo. La quota inferiore di ogni CTA deve essere decisa tenendo in considerazione la necessità di permettere, al di sotto di essa, lo scorrere del traffico non controllato che opera secondo le regole del volo a vista.
Area terminale di controlloIn inglese terminal control area, abbreviato in TMA, è una particolare area di controllo posizionata alla confluenza di rotte ATS, nelle vicinanze di uno o più aerodromi su cui si svolge una notevole mole di traffico aereo.
Zona di controlloIn inglese control zone, abbreviato in CTR, è uno spazio aereo che si estende verso l'alto a partire dal suolo o dall'acqua, all'interno del quale viene erogato il servizio di controllo del traffico aereo. Il perimetro di un CTR deve comprendere quelle porzioni di spazio aereo che non fanno parte di una CTA e che contengono le rotte standard strumentali di partenza e le rotte standard di arrivo di uno o più aeroporti e i relativi circuiti di attesa.
Zona di traffico di aerodromoIn inglese aerodrome traffic zone, abbreviato in ATZ, è uno spazio aereo di definite dimensioni posizionato intorno a un aerodromo a protezione del traffico aereo che vi si svolge.
AeroviaIn inglese airway, abbreviato in AWY, è una particolare CTA o porzione di essa, a forma di corridoio definita con lo scopo di incanalare i voli soggetti al servizio di controllo del traffico aereo.

### Restrizioni dello spazio aereo
Alcuni spazi aerei, in considerazione delle attività aeronautiche potenzialmente pericolose, svolte al loro interno, richiedono particolari cautele per poter essere attraversati da aeromobili non direttamente coinvolti nelle operazioni. Le modalità di utilizzo, le categorie di aeromobili cui è precluso o limitato l'utilizzo, l'orario di attivazione e la tipologia di attività potenzialmente pericolosa che vi si svolge, sono elementi descritti nelle pubblicazioni dei servizi informativi dell'aeronautica.
Queste tipologie di aree sono di seguito elencate.
Zona vietatain inglese prohibited area, abbreviato in P: è uno spazio aereo di definite dimensioni all'interno dello spazio aereo nazionale di uno Stato, nel quale i voli sono proibiti. Sono classificate come Zone proibite alcune aree di limitate dimensioni con limite inferiore posizionato sulla superficie del suolo o dell'acqua, definite allo scopo di proteggere particolari installazioni dai potenziali pericoli derivanti dal sorvolo di aeromobili. Esse sono usualmente posizionate a tutela di carceri, di monumenti di particolare delicatezza, di aree naturali protette e di impianti chimici. La descrizione di tali divieti è elencata nelle pubblicazioni dei servizi informativi dell'aeronautica nella parte ENR 5.
Zona pericolosain inglese danger area, abbreviato in D: è uno spazio aereo di definite dimensioni, all'interno del quale possono svolgersi, in particolari orari, attività pericolose per i voli. L'attraversamento ed il volo in tali zone rimane a completa discrezione del pilota. Queste zone vengono istituite dallo Stato di giurisdizione:
- fuori dai propri spazi aerei nazionali nel caso in cui, in ossequio alle norme del diritto internazionale, nonostante l'estrema pericolosità, non sia possibile comunque impedirne o vietarne l'attraversamento ad alcuno;[2] oppure
- al di sopra del proprio territorio o del proprio mare territoriale, avendo valutato che la natura del rischio connesso non ne giustifichi l'interdizione a priori e che la semplice segnalazione sia un'accortezza sufficiente.[2]

Zona regolamentatain inglese restricted area, abbreviato in R: è uno spazio aereo di definite dimensioni all'interno dello spazio aereo nazionale di uno Stato, nel quale i voli sono limitati e soggetti a specifiche condizioni.

### Riserve di spazio aereo
Questa categoria di spazi aerei deriva dall'attuazione del concetto di uso flessibile dello spazio aereo sviluppato a supporto degli obiettivi del Single European Sky. Queste riserve sono di natura temporanea, attivate per periodi limitati solo qualora debbano essere effettivamente impegnate da alcune categorie di utenti. Vengono disattivate non appena cessa al suo interno l'attività potenzialmente pericolosa per poter così essere utilizzate liberamente da tutto il restante traffico. Gli spazi aerei inseriti in queste tipologie sono di seguito definiti.
Area temporaneamente segregata
 In inglese temporary segregated area, abbreviato in TSA, è un definito volume di spazio aereo normalmente sotto la giurisdizione di un'autorità aeronautica e temporaneamente destinata, a seguito di accordi, all'uso di una diversa autorità. In queste aree, durante l'attivazione, non è consentito il transito ad altro traffico che non sia quello coinvolto nelle operazioni in corso.
Area temporaneamente riservataIn inglese temporary reservated area, abbreviato in TRA, è un definito volume di spazio aereo normalmente sotto la giurisdizione di un'autorità aeronautica e temporaneamente riservata, a seguito di accordi, all'uso di una diversa autorità. In tali aree è consentito il transito anche al traffico non coinvolto nelle operazioni in corso, purché appositamente autorizzato dal Controllo del traffico aereo.
Area transfrontiereIn inglese cross border area, abbreviato in CBA, è un'area temporaneamente riservata oppure un'area temporaneamente segregata posizionata al di sopra dei confini nazionali di più Stati.

### ADIZ
Una "zona di identificazione di difesa aerea", in lingua inglese Air Defence Identification Zone, abbreviata in "ADIZ" è uno spazio aereo nel quale, per entrare, gli aeromobili devono rispettare particolari procedure, elaborate non per facilitare il controllo del traffico aereo, ma a vantaggio della difesa aerea e della sicurezza nazionale dello Stato che l'ha istituita. Le ADIZ spesso si estendono ben al di fuori delle frontiere o delle acque territoriali di uno Stato che le attiva con atto unilaterale.

## Giurisdizione
Se da un lato l'ICAO riconosce la sovranità degli Stati nei riguardi del rispettivo spazio aereo nazionale, dall'altro considera che l'erogazione dei servizi del traffico aereo e della navigazione aerea debba perseguire il criterio di massima operatività. Pertanto, in molti casi, a seguito di accordi internazionali, uno Stato può essere titolato a fornire i servizi negli spazi aerei di uno Stato limitrofo, senza che questo incida in alcun modo sulla sovranità nazionale che lo Stato delegante continua ad esercitare all'interno dello spazio aereo delegato. La delega di autorità nell'erogazione dei servizi e nella gestione degli spazi aerei, inoltre, è opportuna nei casi in cui tali aree non siano geograficamente ubicate all'interno dello spazio aereo nazionale di alcuno Stato. Questa delega, accordata sulla base di accordi internazionali multilaterali, sviluppati in seno alle regioni di navigazioni aerea dell'ICAO, non consente comunque di imporre in questi spazi aerei regole o imposizioni diverse da quelle previste dall'ICAO.
La gestione operativa dei singoli spazi aerei e l'eventuale erogazione al loro interno dei servizi ATS è invece esercitata da enti o unità appositamente incaricate e descritte nelle pubblicazioni dei servizi informativi dell'aeronautica emesse a cura del servizio informazioni aeronautiche dello Stato di giurisdizione.
Diverso, invece, è lo status di un'ADIZ la cui estensione fuori dai limiti territoriali dello Stato che l'ha attivata, non sembrerebbe essere supportata da alcuna norma del diritto internazionale e parrebbe ostacolare i principi delle cosiddette "libertà dell'aria".